# Nipponotusukuru
Genre
Nipponotusukuru est un genre d'araignées aranéomorphes de la famille des Linyphiidae.

## Distribution
Les espèces de ce genre sont endémiques du Japon.

## Liste des espèces
Selon World Spider Catalog (version 16.5, 4/11/2015) :
- Nipponotusukuru enzanensis Saito & Ono, 2001
- Nipponotusukuru spiniger Saito & Ono, 2001

## Publication originale
- Saito & Ono, 2001 : New genera and species of the spider family Linyphiidae (Arachnida, Araneae) from Japan. Bulletin of the National Science Museum, Tokyo, sér. A, vol. 27, no 1, p. 1-59 (texte intégral).